# Український золотий ель
Український золотий ель (також український голден ель) — локальний стиль українського пива, зварений вперше у 2009 році на Донеччині. 
Основними ознаками стилю, які вирізняють його від британського золотого елю і бельгійського міцного золотого елю, є його солодкавий смак і післясмак, щільніше тіло, нейтральніша ароматика на відміну від дріжджової ароматики, притаманної бельгійським сортам, стриманіша, ніж у британського стилю, хмелева гіркота, алкогольний вміст вищий, ніж у британського, і нижчий, ніж у бельгійського. Частим є використання коріандру, подекуди зустрічається сухе охмелення сучасними ароматичними хмелями.

## Історія
Перший голден зварив на Юзівській пивоварні Дмитро Некрасов, натхненний одночасно двома пивоварними традиціями: німецьким Райнхайтсгеботом і бельгійським пивоварінням, з якими він познайомився після подорожі до Бельгії (після спонукань засновника “Юзівської пивоварні”, Василя Микуліна). Без використання цукру, типового для бельгійського міцного пива, новий рецепт значно відрізнявся від джерела натхнення непрозорістю, солодкістю і півнотілістю, хоча позиціювався, як ель у бельгійському стилі. На рецепт також вплинули пивні складники, доступні в Україні на той момент, тому перший рецепт включав сухі дріжджі S-33, надалі типовим є використання цих дріжджів, US 05, або їх суміші.
Після окупації Донецьку, Дмитро Некрасов і Василь Микулін були змушені облишити “Юзівську пивоварню” і почати пивоваріння заново в інших містах, куди забрали з собою рецепт голдена. Стиль набув популярності, як перехідна стадія між традиційним пивом і сучасним крафтовим, оскільки його смак не є таким викличним, як більшість сучасного пива нової хвилі. З часом його підхопили інші пивоварні. За приблизними підрахунками Незалежних броварень України у 2021 році українці випили приблизно 1.25 млн літрів такого пива.
Тривалий час український голден ель позначався просто як “голден”, або позиціювався бельгійським стилем через відсутність традиційної пивоварної традиції в країні, і більш потужній репутації іноземних традиційних стилів. 

## Порівняння характеристик

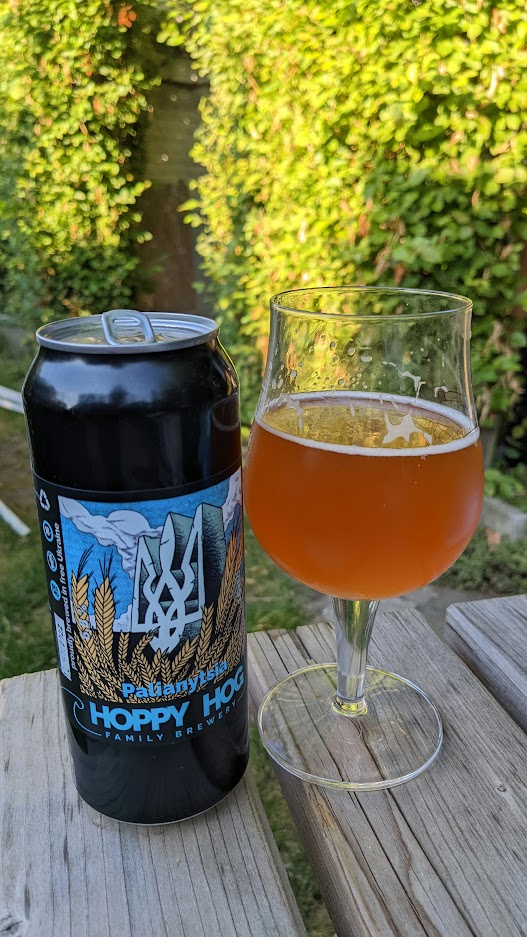
Приклад стилю від одеської броварні

|                | Британський золотий ель                           | Бельгійський міцний золотий ель      | Український золотий ель                                                                     |
| Вміст алкоголю | 3.5-5                                             | 7.5-10.5                             | 6.1-7.5                                                                                     |
| Тіло           | від напівсухого до сухого                         | сухе, ігристе                        | від напівсухого до сухого, з солодким тривалим посмаком, більш насиченим тілом              |
| Гіркота,Хміль  | 20-45, британський/американський                  | 22-35, континентальний               | 15-30, континентальний, будь-який сучасний хміль                                            |
| Дріжджі        | нейтральні британські                             | фруктові бельгійські                 | нейтральний штам або трохи фруктовий (s-33, us-05, чи суміш), незначні феноли необов’язкові |
| Солод          | світлий або лагерний, пшеничний, кукурудза, цукор | пільзенський, значні кількості цукру | світлий або лагерний, пшеничний, без цукру                                                  |
| Додатки        | ні                                                | не дуже поширені                     | часто використовується коріандр                                                             |

## Міжнародне визнання
Робота з визнання стиля локальним почалася влітку 2021 року, з фінальною дегустацією та описом стилю у січні 2022. Після цього група пивних ентузіастів, Незалежні броварні України, окремі пивоварні та учасники крафтової пивної галузі почали просувати стиль шляхом презентації його на фестивалях, спільних варках пива з іноземними пивоварнями, дописах у профільних виданнях тощо.
За 2022 рік стиль зварено у США, Англії, Шотландії, Данії, Польщі, Ірландії, Канаді, Еквадорі, і в деяких випадках увійшов до постійної лінійки пива. 
У 2022 український голден ель виступив як спеціальна категорія на конкурсі U.S. Open Beer Competition, того ж року стиль потрапив до стилевого довідника соціальної мережі Untappd.
У липні 2023 стиль потрапив до оновленого Довідника стилів Європейської спілки споживачів пива.